# Marina Caffiero
Marina Caffiero (* 10. Januar 1947 in Rom) ist eine italienische Historikerin der Neuzeit. Caffiero lehrte seit 2000 als Ordinaria an der Universität La Sapienza in Rom.
Mit einer Ausgabe der Briefe des Papstes an die abfällige Kirche von Utrecht begann 1971 ihre wissenschaftliche Arbeit. 1983 wurde sie zur Professorin in Rom berufen. Ihre Interessen liegen zur Frauengeschichte in der besonderen weiblichen Frömmigkeit, der Geschichte der Juden in Italien (Zwangstaufen, Konversionen) und der päpstlichen Sklaven. Sie ist seit 2007 Herausgeberin einer Quellenedition zur Frauengeschichte Collana La memoria restituita. Fonti per la storia delle donne, wo 16 bisher unveröffentlichte Frauenmanuskripte seit dem 15. Jh. erschienen sind. Sie schrieb eine Biografie (2019) über den römischen Rabbiner der Barockzeit Tranquillo Vita Corcos (1660–1730).

## Schriften
- La politica della santità. Nascita di un culto nell’ età dei Lumi (Laterza 1996), ISBN 978-88-420-4844-2
  - La fabrique d’un saint à l’époque des Lumières (EHESS 2006)
- Battesimi forzati. Storie di ebrei, cristiani e convertiti nella Roma dei papi (Viella 2004), ISBN 978-88-8334-136-6
  - Baptêmes forcés. Histoires de juifs, chrétiens et convertis dans la Rome des papes (Champion 2017)
- Legami pericolosi. Ebrei e cristiani tra eresia, libri proibiti e stregoneria (Einaudi, 2012), ISBN 978-88-06-19669-1
- Storia degli ebrei nell’Italia moderna. Dal Rinascimento alla Restaurazione (Carocci, 2017), ISBN 978-88-430-7412-9
  - The History of the Jews in Early Modern Italy: From the Renaissance to the Restoration (Routledge Studies in Early Modern Religious Dissents and Radicalism), 2022
- Il grande mediatore. Tranquillo Vita Corcos, un rabbino nella Roma dei papi (Carocci, 2019), ISBN 978-88-430-9476-9
- Profetesse a giudizio. Donne, religione e potere in età moderna (Morcelliana, 2020), ISBN 978-88-372-3348-8
- Gli schiavi del papa. Conversione e libertà dei musulmani a Roma in età moderna (Morcelliana 2022), ISBN 978-88-372-3675-5.
- Hrsg. mit Ute Gause: Konfessionskulturen und Gender im „langen“ 19. Jahrhundert, Kohlhammer, Stuttgart 2023, ISBN 978-3-17-041062-6

## Einzelbelege
1. ↑  Sklavenhaltung im Vatikan - Die vergessenen Sklaven des Papstes. 22. September 2022, abgerufen am 14. Mai 2023.
2. ↑  La memoria restituita - Viella. Abgerufen am 14. Mai 2023.
3. ↑  jewsitalylongrenaissance: Tranquillo Vita Corcos: A Brilliant Mediator and a Whiff of Sabbateanism. In: The Jews in Italy during the Long Renaissance. 31. Januar 2019, abgerufen am 14. Mai 2023 (britisches Englisch).

| Personendaten    | Personendaten             |
| ---------------- | ------------------------- |
| NAME             | Caffiero, Marina          |
| KURZBESCHREIBUNG | italienische Historikerin |
| GEBURTSDATUM     | 10. Januar 1947           |
| GEBURTSORT       | Roma                      |